# Elecciones al Parlamento de Cataluña de 2010
Las elecciones al Parlamento de Cataluña correspondientes a la IX legislatura del actual periodo democrático se celebraron el 28 de noviembre de 2010. El Presidente de la Generalidad, José Montilla, firmó el decreto de disolución del Parlamento de Cataluña en su sede el 4 de octubre, oficializando lo que ya se había anunciado al comenzar el curso político unas semanas antes.
Las elecciones fueron anticipadas tres días, para evitar que se celebraran el 1 de diciembre de 2010, miércoles y día laborable.
El Parlamento de Cataluña que salió de estas elecciones está compuesto por 135 diputados. Estos diputados se reparten por las 4 circunscripciones electorales de la siguiente manera:
- Barcelona: 85 diputados
- Tarragona: 18 diputados
- Gerona: 17 diputados
- Lérida: 15 diputados

Los diputados de cada circunscripción se distribuyen entre las diferentes candidaturas según lo que establece la fórmula D'Hondt basándose en los resultados de las elecciones. El límite mínimo de votos que debe conseguir una candidatura para poder obtener diputados se marca en un 3% de los votos válidos emitidos en cada circunscripción.
El resultado de las elecciones fue la mayoría simple de Convergencia y Unió, con 62 diputados. El PSC con sólo 28 escaños, su peor registro, se vio forzado a dejar el Gobierno, puesto que con la suma de escaños de sus socios, ERC (10) e ICV-EUiA (10) no le alcanzaba para reeditar por tercera vez el tripartito. El Partido Popular logró su mejor resultado con 18 escaños. Completan el hemiciclo la coalición independentista Solidaritat Catalana per la Independència, con 4 diputados, y Ciudadanos-Partido de la Ciudadanía con 3.

## Contexto
Las elecciones llegaban en una situación totalmente distinta a las de 2006. A diferencia de ese año, en el que la economía de España, y la de Cataluña, pasaban por una época de crecimiento, una crisis económica había dado la vuelta a los números, con un gran aumento del desempleo. Igualmente, una vez aprobado el estatuto catalán, las promesas de los políticos cambiaron hacia temas económicos. 
Los nacionalistas exigían un diferente modelo de financiación autonómica. Según sus cálculos, la diferencia entre las aportaciones de Cataluña al Estado y lo que recibía de este, era de 16.000 millones de euros anuales, más del 8% del PIB catalán. Los partidos constitucionalistas rechazaban esos cálculos y reducían esa cifra a la mitad. La campaña de CiU en este tema fue agresiva, mostrando en uno de sus vídeos a España caricaturizada como un ladrón que roba la cartera a los catalanes.
La principal promesa de Artur Mas fue exigir al Estado un pacto fiscal, inspirado en el concierto económico vasco o navarro, de tal modo que esa cifra se redujera como máximo al 4% del PIB. ERC, sin renunciar a su postura separatista, secundó esta idea, distanciándose del PSC de cara a la campaña. Este desacuerdo hizo anunciar al presidente José Montilla que no revalidaría el tripartito aunque sumaran las fuerzas de izquierdas.
El descontento con las políticas del tripartito quedaron patentes en el resultado de estas elecciones. El parlamento catalán giró hacia una mayoría de derechas, pero Mas sólo accedió a gobernar en minoría. Sin posibilidad de acuerdo con las izquierdas para aprobar presupuestos y leyes austeras, las abstenciones del PP en el Parlamento permitió la aprobación de las medidas del Gobierno de CiU, hasta la ruptura entre estas formaciones en cuanto al pacto fiscal -el asunto central de la legislatura para CiU- que desembocó en la convocatoria de elecciones anticipadas dos años después.

## Candidaturas
| Circunscripción | Candidatos | Observaciones |
| --------------- | --- | --- |
| Barcelona       | - CiU: Artur Mas - PSC: José Montilla - PP: Alicia Sánchez-Camacho - ICV-EUiA: Joan Herrera - ERC: Joan Puigcercós - C's: Albert Rivera - SI: Joan Laporta | - Otras candidaturas: AG, CORI, Des de Baix, EV-GVE, Eb-CENB, FE-JONS, GN, MSR, PACMA, PCAS, PDLPEA, PCPC, PFiV, PIRATA.CAT, PxC, PUM+J, RI, UPyD, PRE-IR                        |
| Tarragona       | - CiU: Josep Poblet - PSC: Xavier Sabaté - PP: Rafael Luna - ERC: Sergi de los Ríos - ICV-EUiA: Hortensia Grau                                             | Altern - Otras candidaturas: Cs, CDS, CORI, DW, Des de Baix, EV-GVE, Eb-CENB, FE-JONS, MSR, PACMA, PDLPEA, PCPC, PFiV, PIRATA.CAT, PxC, PUM+J, RI, SI, UPyD, PRE-IR              |
| Gerona          | - CiU: Santi Vila - PSC: Joaquim Nadal - ERC: Carme Capdevila - PP: Enric Millo - ICV-EUiA: Joan Boada - SI: Toni Strubell                                 | - Otras candidaturas: Cs, CORI, Des de Baix, EV-GVE, Eb-CENB, FE-JONS, PDR.CAT, MSR, PACMA, PDLPEA, PCPC, PFiV, PIRATA.CAT, PxC, RI, UPyD, PRE-IR                                |
| Lérida          | - CiU: Albert Batalla - PSC: Joaquim Llena - PP: Dolors López - ERC: Carmel Mòdol                                                                          | - Otras candidaturas: BLOC.S.C, Cs, CDS, CORI, Des de Baix, EV-GVE, Eb-CENB, FE-JONS, ICV-EUiA, MSR, PACMA, PAR, PDLPEA, PCPC, PFiV, PxCat, PIRATA.CAT, PxC, PUM+J, RI, UPyD, SI |

## Encuestas
| Encuesta                               | CiU   | PSC   | ERC   | PPC   | ICV-EUiA | Cs    | RI    | PxC   | UPyD | SI   | Otros | No decidido |
| -------------------------------------- | ----- | ----- | ----- | ----- | -------- | ----- | ----- | ----- | ---- | ---- | ----- | ----------- |
| Resultados electorales de 2006         | 48    | 37    | 21    | 14    | 12       | 3     | -     | -     | -    | -    | -     | -           |
| Centre d'Estudis d'Opinió(07/2009)     | 23,8% | 18,0% | 8,4%  | 3,9%  | 6,9%     | 1,1%  | -     | -     | -    | -    | -     | -           |
| La Vanguardia(01/11/2009)              | 36,2% | 25,1% | 9,5%  | 11,2% | 8,5%     | 0,7%  | 2,8%  | -     | -    | -    | -     | -           |
| Proyección de escaños                  | 57    | 36    | 14    | 15    | 10       | 0     | 3     | 0     | 0    | -    | -     | -           |
| El Periódico de Catalunya(01/11/2009)  | 35,1% | 25,1% | 10,8% | 9,4%  | 10,1%    | 1,2%  | 1,3%  | -     | -    | -    | -     | -           |
| Proyección de escaños                  | 56    | 37    | 16    | 13    | 13       | 0     | 0     | 0     | 0    | -    | -     | -           |
| Centre d'Estudis d'Opinió(04/12/2009)  | 21,8% | 15,7% | 8,1%  | 4,8%  | 5,0%     | 0,8%  | 1,4%  | -     | -    | -    | 3,8%  | 13,4%       |
|                                        |       |       |       |       |          |       |       |       |      |      |       |             |
| Centre d'Estudis d'Opinió(21/05/2010)  | 25,0% | 17,7% | 6,6%  | 4,3%  | 5,0%     | 1,1%  | 1,2%  | -     | -    | -    | 0,9%  | 17,0%       |
| El Mundo(26/05/2010)                   | 36,1% | 24,8% | 9,5%  | 14,8% | 5,7%     | -     | -     | -     | -    | -    | 9,1%  | -           |
| Proyección de escaños                  | 57-59 | 35-38 | 12-15 | 20-22 | 5-7      | 0     | 0     | 0     | 0    | -    | -     | -           |
| El Periódico de Catalunya(19/06/2010)  | 41 %  | 21 %  | 8,5 % | 10 %  | 8,5 %    | 1,2 % | 1,3 % | 0,4 % | -    | -    | 8 %   | -           |
| Proyección de escaños                  | 65-67 | 30-32 | 12-13 | 13-14 | 10-12    | 0     | 0     | 0     | 0    | -    | -     | -           |
| La Razón(5/07/2010)                    | 40,4% | 22,2% | 9,2%  | 11,6% | 10,5%    | 2,8%  | -     | -     | -    | -    | 3,2%  | -           |
| Proyección de escaños                  | 60-61 | 32-33 | 12-13 | 15-16 | 13-14    | 0     | 0     | 0     | 0    | 0    | -     | -           |
| La Vanguardia(17/07/2010)              | 42,1% | 23,1% | 8,4%  | 10,7% | 7,4%     | 2,4%  | 1,9%  | 0,6%  | -    | -    | 4,4%  | -           |
| Proyección de escaños                  | 65-66 | 32-33 | 13    | 14    | 10       | 0     | 0     | 0     | 0    | -    | -     | -           |
| Centre d'Estudis d'Opinió(30/07/2010)  | 25,3% | 14,2% | 6,0%  | 3,8%  | 5,6%     | 1,0%  | 0,6%  | -     | -    | -    | 0,9%  | 22,2%       |
| Proyección de escaños                  | 67-68 | 31-32 | 13    | 13    | 10       | 0     | 0     | -     | -    | -    | -     | -           |
| La Vanguardia(05/09/2010)              | 38,9% | 21,1% | 10,1% | 11,2% | 9,2%     | 2,6%  | 2,6%  | -     | -    | -    | 4,3%  | -           |
| Proyección de escaños                  | 60-61 | 31-32 | 15-16 | 15    | 12       | 0-3   | 0-3   | 0     | 0    | -    | -     | -           |
| El País(26/09/2010)                    | -     | -     | -     | -     | -        | -     | -     | -     | -    | -    | -     | -           |
| Proyección de escaños                  | 61    | 28    | 12    | 17    | 9        | 4     | 2     | 0     | 0    | 2    | -     | -           |
| RAC1(27/09/2010)                       | -     | -     | -     | -     | -        | -     | -     | -     | -    | -    | -     | -           |
| Proyección de escaños                  | 63-65 | 30-31 | 10-11 | 15-16 | 9-10     | 3-4   | -     | -     | -    | 0-3  | -     | -           |
| Avui(03/10/2010)                       | -     | -     | -     | -     | -        | -     | -     | -     | -    | -    | -     | -           |
| Proyección de escaños                  | 56-59 | 30-32 | 9-12  | 13-15 | 13-14    | 4     | -     | -     | -    | 6-8  | -     | -           |
| El Periódico de Catalunya (05/10/2010) | 40,5% | 20,8% | 8,4%  | 10,4% | 7,2%     | 2,9%  | -     | -     | -    | 2,7% | -     | -           |
| Proyección de escaños                  | 63-65 | 30-31 | 12-13 | 14-15 | 9-10     | 2-3   | -     | -     | -    | 0-2  | -     | -           |
| RAC1 (25/10/2010)                      | -     | -     | -     | -     | -        | -     | -     | -     | -    | -    | -     | -           |
| Proyección de escaños                  | 65-66 | 27-28 | 11-12 | 13    | 9-11     | 4     | -     | -     | -    | 0-4  | -     | -           |
| Cadena SER (11/11/2010)                | 42,4% | 18,4% | 7,3%  | 11,6% | 7,5%     | 4,1%  | -     | -     | -    | 3,5% | 5,2%  | -           |
| Proyección de escaños                  | 65-66 | 30-32 | 10-11 | 14-16 | 7-8      | 3     | -     | -     | -    | 2-3  | -     | -           |
| CIS (12/11/2010)                       | 38,0  | 22,7  | 10,2  | 9,7   | 8,2      | 3,5   | 1,2   | 1,0   | 0,1  | 1,0  | 1,5   | -           |
| Proyección de escaños                  | 59    | 33    | 15-16 | 14-13 | 11       | 3     | -     | -     | -    | -    | -     | -           |
| El Periódico de Catalunya (15/11/2010) | 39,0% | 21,3% | 7,7%  | 10,8% | 9,0%     | 3,2%  | -     | -     | -    | 2,7% | 6,3%  | -           |
| Proyección de escaños                  | 62-63 | 31-32 | 11-12 | 14-15 | 11-12    | 3-4   | -     | -     | -    | 0-2  | -     | -           |
| ABC (21/11/2010)                       | -     | -     | -     | -     | -        | -     | -     | -     | -    | -    | -     | -           |
| Proyección de escaños                  | 60-62 | 31    | 11    | 15-16 | 12-13    | 5     | -     | -     | -    | 0-1  | -     | -           |
| El País (21/11/2010)                   | -     | -     | -     | -     | -        | -     | -     | -     | -    | -    | 9,1%  | -           |
| Proyección de escaños                  | 64-65 | 30    | 8-9   | 14    | 10       | 6-7   | -     | -     | -    | 0-3  | -     | -           |
| La Vanguardia (21/11/2010)             | 39,3% | 20%   | 7,9%  | -     | 7,5%     | -     | -     | -     | -    | -    | -     | -           |
| Proyección de escaños                  | 63-65 | 31-32 | 10-12 | 14    | 9-10     | 4     | -     | -     | -    | 0-1  | -     | -           |
| El Mundo (21/11/2010)                  | 40,4% | 21,8% | 8,1%  | 12,7  | 8,1%     | 3,0%  | -     | -     | -    | -    | 5,9%  | -           |
| Proyección de escaños                  | 61-64 | 30-32 | 11    | 17-19 | 9-10     | 3     | -     | -     | -    | -    | -     | -           |
| Público (22/11/2010)                   | 39,3% | 22,2% | 9,1%  | 8,5%  | 8,0%     | 4,1%  | 1,1%  | 1,0%  | 0,4% | 2,9% | -     | -           |
| Proyección de escaños                  | 62    | 33    | 13    | 12    | 10       | 4     | 0     | 0     | 0    | 1    | -     | -           |
| La Razón (22/11/2010)                  | 39,4% | 21,8% | 9,3%  | 11,4% | 8,5%     | 4,7%  | -     | -     | -    | 1,8% | -     | -           |
| Proyección de escaños                  | 60-62 | 31-32 | 13-14 | 15-16 | 11-12    | 2-3   | -     | -     | -    | -    | -     | -           |
| El Periódico de Catalunya (22/11/2010) | 39,1% | 20,0% | 7,5%  | 10,3% | 8,0%     | 4,3%  | -     | -     | -    | 3,2% | -     | -           |
| Proyección de escaños                  | 63-64 | 30    | 11    | 14    | 10-11    | 4-5   | -     | -     | -    | 0-4  | -     | -           |
| El Periódic d'Andorra (23/11/2010)     | 39,2% | 19,9% | 7,5%  | 10,1% | 8,2%     | 4,7%  | -     | -     | -    | 3,2% | -     | -           |
| Proyección de escaños                  | 63-64 | 29-30 | 11-12 | 13-14 | 10-11    | 5     | -     | -     | -    | 0-4  | -     | -           |
| El Periódic d'Andorra (24/11/2010)     | 39,5% | 20,1% | 7,3%  | 10,1% | 8,4%     | 4,4%  | -     | -     | -    | 2,9% | -     | -           |
| Proyección de escaños                  | 64-65 | 29-31 | 10-12 | 13-14 | 10-12    | 4-5   | -     | -     | -    | 0-2  | -     | -           |
| El Periódic d'Andorra (25/11/2010)     | 39,5% | 20,1% | 7,3%  | 9,8%  | 9,0%     | 4,3%  | -     | -     | -    | 2,5% | -     | -           |
| Proyección de escaños                  | 64-65 | 29-31 | 10-12 | 13-14 | 11-12    | 4-5   | -     | -     | -    | 0    | -     | -           |
| El Periódic d'Andorra (26/11/2010)     | 39,9% | 19,5% | 7,0%  | 9,9%  | 9,5%     | 3,7%  | -     | -     | -    | 2,6% | -     | -           |
| Proyección de escaños                  | 65-67 | 29-30 | 10-11 | 13-14 | 11-13    | 3-4   | -     | -     | -    | 0    | -     | -           |
| El Periódic d'Andorra (27/11/2010)     | 39,2% | 19,3% | 7,2%  | 10,4% | 9,9%     | 3,7%  | -     | -     | -    | 2,6% | -     | -           |
| Proyección de escaños                  | 64-66 | 29-30 | 10-12 | 14-15 | 12-13    | 3-4   | -     | -     | -    | 0    | -     | -           |

## Resultados
| ← Elecciones al Parlamento de Cataluña de 2010 → |                                                                                             |                            |           |       |         |     |
| Presidente y gobierno | Partido                                                                                     | Candidato                  | Votos     | %     | Escaños | +/- |
| - Presidente: Artur Mas - Gobierno: CiU - Censo: 5.363.688 - Votantes: 3.152.630 (58,78%) - Abstención: 2.211.058 (41,22%) - Válidos: 3.130.276 (99,29%) - A candidatura: 3.038.645 (96,38%) - Escaños: 135 | Convergència i Unió (CiU)                                                                   | Artur Mas                  | 1.202.830 | 38,43 | 62a     | +14 |
| - Presidente: Artur Mas - Gobierno: CiU - Censo: 5.363.688 - Votantes: 3.152.630 (58,78%) - Abstención: 2.211.058 (41,22%) - Válidos: 3.130.276 (99,29%) - A candidatura: 3.038.645 (96,38%) - Escaños: 135 | Partido de los Socialistas de Cataluña (PSC)                                                | José Montilla              | 575.233   | 18,38 | 28      | -9  |
| - Presidente: Artur Mas - Gobierno: CiU - Censo: 5.363.688 - Votantes: 3.152.630 (58,78%) - Abstención: 2.211.058 (41,22%) - Válidos: 3.130.276 (99,29%) - A candidatura: 3.038.645 (96,38%) - Escaños: 135 | Partido Popular Catalán (PPC)                                                               | Alicia Sánchez-Camacho     | 387.066   | 12,37 | 18      | +4  |
| - Presidente: Artur Mas - Gobierno: CiU - Censo: 5.363.688 - Votantes: 3.152.630 (58,78%) - Abstención: 2.211.058 (41,22%) - Válidos: 3.130.276 (99,29%) - A candidatura: 3.038.645 (96,38%) - Escaños: 135 | Iniciativa per Catalunya Verds - Esquerra Unida i Alternativa (ICV-EUiA)                    | Joan Herrera               | 230.824   | 7,37  | 10b     | -2  |
| - Presidente: Artur Mas - Gobierno: CiU - Censo: 5.363.688 - Votantes: 3.152.630 (58,78%) - Abstención: 2.211.058 (41,22%) - Válidos: 3.130.276 (99,29%) - A candidatura: 3.038.645 (96,38%) - Escaños: 135 | Esquerra Republicana de Catalunya (ERC)                                                     | Joan Puigcercós            | 219.173   | 7,00  | 10      | -11 |
| - Presidente: Artur Mas - Gobierno: CiU - Censo: 5.363.688 - Votantes: 3.152.630 (58,78%) - Abstención: 2.211.058 (41,22%) - Válidos: 3.130.276 (99,29%) - A candidatura: 3.038.645 (96,38%) - Escaños: 135 | Ciudadanos – Partido de la Ciudadanía (C's)                                                 | Albert Rivera              | 106.154   | 3,39  | 3       | =   |
| - Presidente: Artur Mas - Gobierno: CiU - Censo: 5.363.688 - Votantes: 3.152.630 (58,78%) - Abstención: 2.211.058 (41,22%) - Válidos: 3.130.276 (99,29%) - A candidatura: 3.038.645 (96,38%) - Escaños: 135 | Solidaritat Catalana per la Independència (SI)                                              | Joan Laporta               | 102.921   | 3,29  | 4 c     | +4  |
| - Presidente: Artur Mas - Gobierno: CiU - Censo: 5.363.688 - Votantes: 3.152.630 (58,78%) - Abstención: 2.211.058 (41,22%) - Válidos: 3.130.276 (99,29%) - A candidatura: 3.038.645 (96,38%) - Escaños: 135 | Plataforma per Catalunya (PxC)                                                              | Josep Anglada              | 75.134    | 2,40  | 0       |     |
| - Presidente: Artur Mas - Gobierno: CiU - Censo: 5.363.688 - Votantes: 3.152.630 (58,78%) - Abstención: 2.211.058 (41,22%) - Válidos: 3.130.276 (99,29%) - A candidatura: 3.038.645 (96,38%) - Escaños: 135 | Reagrupament Independentista (RI)                                                           | Joan Carretero             | 39.834    | 1,27  | 0       |     |
| - Presidente: Artur Mas - Gobierno: CiU - Censo: 5.363.688 - Votantes: 3.152.630 (58,78%) - Abstención: 2.211.058 (41,22%) - Válidos: 3.130.276 (99,29%) - A candidatura: 3.038.645 (96,38%) - Escaños: 135 | Escons en Blanc-Ciudadanos en Blanco (EB-CENB)                                              |                            | 18.679    | 0,60  | 0       |     |
| - Presidente: Artur Mas - Gobierno: CiU - Censo: 5.363.688 - Votantes: 3.152.630 (58,78%) - Abstención: 2.211.058 (41,22%) - Válidos: 3.130.276 (99,29%) - A candidatura: 3.038.645 (96,38%) - Escaños: 135 | Els Verds-Grup Verd Europeu (EV-GVE) d                                                      | Josep Lluís Freijo         | 15.784    | 0,50  | 0       |     |
| - Presidente: Artur Mas - Gobierno: CiU - Censo: 5.363.688 - Votantes: 3.152.630 (58,78%) - Abstención: 2.211.058 (41,22%) - Válidos: 3.130.276 (99,29%) - A candidatura: 3.038.645 (96,38%) - Escaños: 135 | Partit Antitaurí Contra el Maltractament Animal (PACMA)                                     | Aïda Gascón                | 14.238    | 0,45  | 0       |     |
| - Presidente: Artur Mas - Gobierno: CiU - Censo: 5.363.688 - Votantes: 3.152.630 (58,78%) - Abstención: 2.211.058 (41,22%) - Válidos: 3.130.276 (99,29%) - A candidatura: 3.038.645 (96,38%) - Escaños: 135 | Des de Baix e                                                                               | Esther Vivas               | 7.189     | 0,23  | 0       |     |
| - Presidente: Artur Mas - Gobierno: CiU - Censo: 5.363.688 - Votantes: 3.152.630 (58,78%) - Abstención: 2.211.058 (41,22%) - Válidos: 3.130.276 (99,29%) - A candidatura: 3.038.645 (96,38%) - Escaños: 135 | Coordinadora Reusenca Independent (CORI)                                                    | Ariel Abel Santamaria      | 6.990     | 0,22  | 0       |     |
| - Presidente: Artur Mas - Gobierno: CiU - Censo: 5.363.688 - Votantes: 3.152.630 (58,78%) - Abstención: 2.211.058 (41,22%) - Válidos: 3.130.276 (99,29%) - A candidatura: 3.038.645 (96,38%) - Escaños: 135 | Pirates de Catalunya (PIRATA.CAT)                                                           |                            | 6.451     | 0,21  | 0       |     |
| - Presidente: Artur Mas - Gobierno: CiU - Censo: 5.363.688 - Votantes: 3.152.630 (58,78%) - Abstención: 2.211.058 (41,22%) - Válidos: 3.130.276 (99,29%) - A candidatura: 3.038.645 (96,38%) - Escaños: 135 | Unión Progreso y Democracia (UPyD)                                                          | Antonio Robles             | 5.418     | 0,17  | 0       |     |
| - Presidente: Artur Mas - Gobierno: CiU - Censo: 5.363.688 - Votantes: 3.152.630 (58,78%) - Abstención: 2.211.058 (41,22%) - Válidos: 3.130.276 (99,29%) - A candidatura: 3.038.645 (96,38%) - Escaños: 135 | Partido de los Pensionistas en Acción (PDLPEA)                                              |                            | 3.330     | 0,11  | 0       |     |
| - Presidente: Artur Mas - Gobierno: CiU - Censo: 5.363.688 - Votantes: 3.152.630 (58,78%) - Abstención: 2.211.058 (41,22%) - Válidos: 3.130.276 (99,29%) - A candidatura: 3.038.645 (96,38%) - Escaños: 135 | Partit Comunista del Poble de Catalunya (PCPC)                                              |                            | 3.028     | 0,10  | 0       |     |
| - Presidente: Artur Mas - Gobierno: CiU - Censo: 5.363.688 - Votantes: 3.152.630 (58,78%) - Abstención: 2.211.058 (41,22%) - Válidos: 3.130.276 (99,29%) - A candidatura: 3.038.645 (96,38%) - Escaños: 135 | Alternativa de Govern (AG)                                                                  | Montserrat Nebrera         | 2.208     | 0,07  | 0       |     |
| - Presidente: Artur Mas - Gobierno: CiU - Censo: 5.363.688 - Votantes: 3.152.630 (58,78%) - Abstención: 2.211.058 (41,22%) - Válidos: 3.130.276 (99,29%) - A candidatura: 3.038.645 (96,38%) - Escaños: 135 | Partit Família i Vida (PFiV)                                                                |                            | 2.201     | 0,07  | 0       |     |
| - Presidente: Artur Mas - Gobierno: CiU - Censo: 5.363.688 - Votantes: 3.152.630 (58,78%) - Abstención: 2.211.058 (41,22%) - Válidos: 3.130.276 (99,29%) - A candidatura: 3.038.645 (96,38%) - Escaños: 135 | Por un Mundo más Justo (PUM+J)                                                              |                            | 2.100     | 0,07  | 0       |     |
| - Presidente: Artur Mas - Gobierno: CiU - Censo: 5.363.688 - Votantes: 3.152.630 (58,78%) - Abstención: 2.211.058 (41,22%) - Válidos: 3.130.276 (99,29%) - A candidatura: 3.038.645 (96,38%) - Escaños: 135 | Partido Obrero Socialista Internacionalista (POSI)                                          |                            | 1.920     | 0,06  | 0       |     |
| - Presidente: Artur Mas - Gobierno: CiU - Censo: 5.363.688 - Votantes: 3.152.630 (58,78%) - Abstención: 2.211.058 (41,22%) - Válidos: 3.130.276 (99,29%) - A candidatura: 3.038.645 (96,38%) - Escaños: 135 | Falange Española de las JONS (FE JONS)                                                      |                            | 1.760     | 0,06  | 0       |     |
| - Presidente: Artur Mas - Gobierno: CiU - Censo: 5.363.688 - Votantes: 3.152.630 (58,78%) - Abstención: 2.211.058 (41,22%) - Válidos: 3.130.276 (99,29%) - A candidatura: 3.038.645 (96,38%) - Escaños: 135 | Partit Republicà d'Esquerra-Izquierda Republicana (PRE-IR)                                  | Ramiro Gil Morel           | 1.547     | 0,05  | 0       |     |
| - Presidente: Artur Mas - Gobierno: CiU - Censo: 5.363.688 - Votantes: 3.152.630 (58,78%) - Abstención: 2.211.058 (41,22%) - Válidos: 3.130.276 (99,29%) - A candidatura: 3.038.645 (96,38%) - Escaños: 135 | Partido Castellano-Candidatura de las culturas de Cataluña (PCAS)                           | Bernardo Casique           | 1.066     | 0,03  | 0       |     |
| - Presidente: Artur Mas - Gobierno: CiU - Censo: 5.363.688 - Votantes: 3.152.630 (58,78%) - Abstención: 2.211.058 (41,22%) - Válidos: 3.130.276 (99,29%) - A candidatura: 3.038.645 (96,38%) - Escaños: 135 | Partit Humanista (PH)                                                                       |                            | 908       | 0,03  | 0       |     |
| - Presidente: Artur Mas - Gobierno: CiU - Censo: 5.363.688 - Votantes: 3.152.630 (58,78%) - Abstención: 2.211.058 (41,22%) - Válidos: 3.130.276 (99,29%) - A candidatura: 3.038.645 (96,38%) - Escaños: 135 | Unificación Comunista de España (UCE)                                                       |                            | 904       | 0,03  | 0       |     |
| - Presidente: Artur Mas - Gobierno: CiU - Censo: 5.363.688 - Votantes: 3.152.630 (58,78%) - Abstención: 2.211.058 (41,22%) - Válidos: 3.130.276 (99,29%) - A candidatura: 3.038.645 (96,38%) - Escaños: 135 | Pagesos per la Dignitat Rural Catalana (PDR.CAT)                                            | Jack Massachs              | 824       | 0,03  | 0       |     |
| - Presidente: Artur Mas - Gobierno: CiU - Censo: 5.363.688 - Votantes: 3.152.630 (58,78%) - Abstención: 2.211.058 (41,22%) - Válidos: 3.130.276 (99,29%) - A candidatura: 3.038.645 (96,38%) - Escaños: 135 | Movimiento Social Republicano (MSR)                                                         | Jorge Alberto De La Fuente | 788       | 0,03  | 0       |     |
| - Presidente: Artur Mas - Gobierno: CiU - Censo: 5.363.688 - Votantes: 3.152.630 (58,78%) - Abstención: 2.211.058 (41,22%) - Válidos: 3.130.276 (99,29%) - A candidatura: 3.038.645 (96,38%) - Escaños: 135 | Gent Nostra (GN)                                                                            | Quim Romero                | 597       | 0,02  | 0       |     |
| - Presidente: Artur Mas - Gobierno: CiU - Censo: 5.363.688 - Votantes: 3.152.630 (58,78%) - Abstención: 2.211.058 (41,22%) - Válidos: 3.130.276 (99,29%) - A candidatura: 3.038.645 (96,38%) - Escaños: 135 | Partido Gay, Lésbico, Bisexual, Transexual y Heterosexual / Todos Somos Iguales (GLBTH/TSI) |                            | 498       | 0,02  | 0       |     |
| - Presidente: Artur Mas - Gobierno: CiU - Censo: 5.363.688 - Votantes: 3.152.630 (58,78%) - Abstención: 2.211.058 (41,22%) - Válidos: 3.130.276 (99,29%) - A candidatura: 3.038.645 (96,38%) - Escaños: 135 | Partit per Catalunya (PxCat)                                                                | Mateu Figuerola            | 314       | 0,01  | 0       |     |
| - Presidente: Artur Mas - Gobierno: CiU - Censo: 5.363.688 - Votantes: 3.152.630 (58,78%) - Abstención: 2.211.058 (41,22%) - Válidos: 3.130.276 (99,29%) - A candidatura: 3.038.645 (96,38%) - Escaños: 135 | Centro Democrático y Social (CDS)                                                           |                            | 218       | 0,01  | 0       |     |
| - Presidente: Artur Mas - Gobierno: CiU - Censo: 5.363.688 - Votantes: 3.152.630 (58,78%) - Abstención: 2.211.058 (41,22%) - Válidos: 3.130.276 (99,29%) - A candidatura: 3.038.645 (96,38%) - Escaños: 135 | Bloc Sobiranista Català (BLOC.S.C.)                                                         |                            | 187       | 0,01  | 0       |     |
| - Presidente: Artur Mas - Gobierno: CiU - Censo: 5.363.688 - Votantes: 3.152.630 (58,78%) - Abstención: 2.211.058 (41,22%) - Válidos: 3.130.276 (99,29%) - A candidatura: 3.038.645 (96,38%) - Escaños: 135 | Partido Aragonés (PAR)                                                                      | María Carmen Gil           | 98        | 0,00  | 0       |     |
| - Presidente: Artur Mas - Gobierno: CiU - Censo: 5.363.688 - Votantes: 3.152.630 (58,78%) - Abstención: 2.211.058 (41,22%) - Válidos: 3.130.276 (99,29%) - A candidatura: 3.038.645 (96,38%) - Escaños: 135 | Solidaridad y Autogestión Internacionalista (SAiN)                                          |                            | 82        | 0,00  | 0       |     |
| - Presidente: Artur Mas - Gobierno: CiU - Censo: 5.363.688 - Votantes: 3.152.630 (58,78%) - Abstención: 2.211.058 (41,22%) - Válidos: 3.130.276 (99,29%) - A candidatura: 3.038.645 (96,38%) - Escaños: 135 | Alternativa Liberal Social (ALS)                                                            |                            | 54        | 0,00  | 0       |     |
| - Presidente: Artur Mas - Gobierno: CiU - Censo: 5.363.688 - Votantes: 3.152.630 (58,78%) - Abstención: 2.211.058 (41,22%) - Válidos: 3.130.276 (99,29%) - A candidatura: 3.038.645 (96,38%) - Escaños: 135 | Partit de Justicia i Progrés (PJP)                                                          |                            | 49        | 0,00  | 0       |     |
| - Presidente: Artur Mas - Gobierno: CiU - Censo: 5.363.688 - Votantes: 3.152.630 (58,78%) - Abstención: 2.211.058 (41,22%) - Válidos: 3.130.276 (99,29%) - A candidatura: 3.038.645 (96,38%) - Escaños: 135 | DemocraticaWeb (DW)                                                                         | Francisco Javier Nieto     | 46        | 0,00  | 0       |     |
| - Presidente: Artur Mas - Gobierno: CiU - Censo: 5.363.688 - Votantes: 3.152.630 (58,78%) - Abstención: 2.211.058 (41,22%) - Válidos: 3.130.276 (99,29%) - A candidatura: 3.038.645 (96,38%) - Escaños: 135 | En blanco                                                                                   |                            | 91.631    | 2,91  | N/A     | N/A |
| - Presidente: Artur Mas - Gobierno: CiU - Censo: 5.363.688 - Votantes: 3.152.630 (58,78%) - Abstención: 2.211.058 (41,22%) - Válidos: 3.130.276 (99,29%) - A candidatura: 3.038.645 (96,38%) - Escaños: 135 | Nulos                                                                                       |                            | 22.354    | 0,71  | N/A     | N/A |

a De ellos 45 de CDC y 17 de UDC.

b De ellos 8 de ICV y 2 de EUiA.

c De ellos 1 de DCat.

e Con el apoyo de Corriente Roja, Lucha Internacionalista y Revolta Global.

### Provincia de Barcelona
| Elecciones del 28 de noviembre de 2010                        |           |           |               |           |                |
| Censo                                                         | 4.003.751 | 4.003.751 | 4.003.751     | 4.003.751 | 4.003.751      |
| Votantes                                                      | 2.357.263 | 2.357.263 | Participación | 58,88%    | 58,88%         |
| Votos válidos                                                 | 2.342.406 | 2.342.406 | %             | 99,37     | 99,37          |
| Votos nulos                                                   | 14.857    | 14.857    | %             | 0,63      | 0,63           |
| Partidos                                                      | Votos     | %         | Dif. (%)      | Escaños   | Dif. (escaños) |
| Convergència i Unió                                           | 862.010   | 36,80     | +6,91         | 35        | +8             |
| Partit dels Socialistes de Catalunya                          | 449.549   | 19,19     | -8,71         | 18        | -7             |
| Partido Popular                                               | 301.440   | 12,87     | +1,71         | 12        | +2             |
| Iniciativa per Catalunya Verds - Esquerra Unida i Alternativa | 193.545   | 8,26      | -2,12         | 8         | -1             |
| Esquerra Republicana de Catalunya                             | 148.973   | 6,36      | -6,25         | 6         | -5             |
| Ciudadanos - Partido de la Ciudadanía                         | 89.990    | 3,84      | +0,31         | 3         | =              |
| Solidaritat Catalana per la Independència                     | 72.693    | 3,10      | +3,10         | 3         | +3             |
| Otros                                                         | 155.965   | 6,86      | +4,03         |           |                |
| En blanco                                                     | 68.241    | 2,89      | +0,85         |           |                |
| Total                                                         | 2.342.406 |           |               | 85        | 0              |

### Provincia de Tarragona
| Elecciones del 28 de noviembre de 2010                        |         |         |               |         |                |
| Censo                                                         | 550.911 | 550.911 | 550.911       | 550.911 | 550.911        |
| Votantes                                                      | 312.882 | 312.882 | Participación | 56,79%  | 56,79%         |
| Votos válidos                                                 | 309.840 | 309.840 | %             | 99,03   | 99,03          |
| Votos nulos                                                   | 3.042   | 3.042   | %             | 0,97    | 0,97           |
| Partidos                                                      | Votos   | %       | Dif. (%)      | Escaños | Dif. (escaños) |
| Convergència i Unió                                           | 121.836 | 39,32   | +6,89         | 9       | +2             |
| Partit dels Socialistes de Catalunya                          | 56.481  | 18,23   | -7,75         | 4       | -1             |
| Partido Popular                                               | 41.418  | 13,37   | +2,37         | 3       | +1             |
| Esquerra Republicana de Catalunya                             | 26.355  | 8,51    | -9,11         | 1       | -2             |
| Iniciativa per Catalunya Verds - Esquerra Unida i Alternativa | 15.747  | 5,08    | -1,43         | 1       | =              |
| Solidaritat Catalana per la Independència                     | 10.581  | 3,41    | +3,41         | 0       | =              |
| Ciudadanos - Partido de la Ciudadanía                         | 8.453   | 2,73    | +0,31         | 0       | =              |
| Otros                                                         | 20.583  | 6,83    | +4,51         |         |                |
| En blanco                                                     | 8.386   | 2,68    | +0,95         |         |                |
| Total                                                         | 309.840 |         |               | 18      | 0              |

### Provincia de Gerona
| Elecciones del 28 de noviembre de 2010                        |         |         |               |         |                |
| Censo                                                         | 496.421 | 496.421 | 496.421       | 496.421 | 496.421        |
| Votantes                                                      | 295.326 | 295.326 | Participación | 59,49%  | 59,49%         |
| Votos válidos                                                 | 292.536 | 292.536 | %             | 99,06   | 99,06          |
| Votos nulos                                                   | 2.790   | 2.790   | %             | 0,94    | 0,94           |
| Partidos                                                      | Votos   | %       | Dif. (%)      | Escaños | Dif. (escaños) |
| Convergència i Unió                                           | 131.932 | 45,10   | +6,91         | 9       | +2             |
| Partit dels Socialistes de Catalunya                          | 41.742  | 14,27   | -7,86         | 3       | -1             |
| Esquerra Republicana de Catalunya                             | 26.879  | 9,19    | -10,04        | 2       | -2             |
| Partido Popular                                               | 25.248  | 8,63    | +1,41         | 1       | =              |
| Iniciativa per Catalunya Verds - Esquerra Unida i Alternativa | 14.109  | 4,82    | -2,82         | 1       | =              |
| Solidaritat Catalana per la Independència                     | 13.889  | 4,75    | +4,75         | 1       | +1             |
| Ciudadanos - Partido de la Ciudadanía                         | 4.954   | 1,69    | +0,75         | 0       | =              |
| Otros                                                         | 25.344  | 8,92    | +6,23         |         |                |
| En blanco                                                     | 8.439   | 2,86    | +0,86         |         |                |
| Total                                                         | 292.536 |         |               | 17      | 0              |

### Provincia de Lérida
| Elecciones del 28 de noviembre de 2010                        |         |         |               |         |                |
| Censo                                                         | 312.605 | 312.605 | 312.605       | 312.605 | 312.605        |
| Votantes                                                      | 187.159 | 187.159 | Participación | 59,87%  | 59,87%         |
| Votos válidos                                                 | 185.494 | 185.494 | %             | 99,11   | 99,11          |
| Votos nulos                                                   | 1.665   | 1.665   | %             | 0,89    | 0,89           |
| Partidos                                                      | Votos   | %       | Dif. (%)      | Escaños | Dif. (escaños) |
| Convergència i Unió                                           | 87.052  | 46,93   | +6,94         | 9       | +2             |
| Partit dels Socialistes de Catalunya                          | 27.461  | 14,80   | -7,19         | 3       | =              |
| Partido Popular                                               | 18.960  | 10,22   | +1,11         | 2       | +1             |
| Esquerra Republicana de Catalunya                             | 16.966  | 9,15    | -8,57         | 1       | -2             |
| Iniciativa per Catalunya Verds - Esquerra Unida i Alternativa | 7.423   | 4,00    | -2,59         | 0       | -1             |
| Solidaritat Catalana per la Independència                     | 5.758   | 3,10    | +3,10         | 0       | =              |
| Ciudadanos - Partido de la Ciudadanía                         | 2.757   | 1,49    | 0,52          | 0       | =              |
| Otros                                                         | 12.552  | 7,02    | +5,64         |         |                |
| En blanco                                                     | 6.565   | 3,51    | +1,24         |         |                |
| Total                                                         | 184.351 |         |               | 15      | 0              |

## Votación de investidura
| Candidato       | Fecha                                                        | Voto       |    |    |    |    |    | SI |   | Total  |
| --------------- | ------------------------------------------------------------ | ---------- | -- | -- | -- | -- | -- | -- | - | ------ |
| Artur Mas (CiU) | 21 de diciembre de 2010 Mayoría requerida: Absoluta (68/135) | Sí         | 62 |    |    |    |    |    |   | 62/135 |
| Artur Mas (CiU) | 21 de diciembre de 2010 Mayoría requerida: Absoluta (68/135) | No         |    | 28 | 18 | 10 | 10 | 4  | 3 | 73/135 |
| Artur Mas (CiU) | 21 de diciembre de 2010 Mayoría requerida: Absoluta (68/135) | Abstención |    |    |    |    |    |    |   | 0/135  |
| Artur Mas (CiU) | 23 de diciembre de 2010 Mayoría requerida: Simple suficiente | Sí         | 62 |    |    |    |    |    |   | 62/135 |
| Artur Mas (CiU) | 23 de diciembre de 2010 Mayoría requerida: Simple suficiente | No         |    |    | 18 | 10 | 10 | 4  | 3 | 45/135 |
| Artur Mas (CiU) | 23 de diciembre de 2010 Mayoría requerida: Simple suficiente | Abstención |    | 28 |    |    |    |    |   | 28/135 |